# Estados Unidos na Universíada de Verão de 2021
Estados Unidos participou da Universíada de Verão de 2021, que aconteceu em Chengdu, na China, entre 28 de julho e 8 de agosto de 2023.
Foram 210 atletas — 124 masculinos e 86 femininos — em 15 modalidades olímpicas e uma não olímpica — o wushu.

## Competidores
Estas foram as modalidades e atletas que disputaram a edição:
| Esporte             | Masculino | Feminino | Total |
| ------------------- | --------- | -------- | ----- |
| Atletismo           | 10        | 5        | 15    |
| Badminton           | 6         | 6        | 12    |
| Basquetebol         | 12        | 0        | 12    |
| Esgrima             | 12        | 10       | 22    |
| Ginástica artística | 5         | 0        | 5     |
| Judo                | 7         | 3        | 10    |
| Natação             | 17        | 20       | 37    |
| Polo aquático       | 13        | 0        | 13    |
| Remo                | 9         | 7        | 16    |
| Saltos ornamentais  | 3         | 4        | 7     |
| Taekwondo           | 13        | 11       | 24    |
| Tênis               | 3         | 3        | 6     |
| Tênis de mesa       | 5         | 5        | 10    |
| Tiro                | 3         | 4        | 7     |
| Tiro com arco       | 2         | 6        | 8     |
| Wushu               | 4         | 2        | 6     |
| Total               | 124       | 86       | 210   |

## Medalhas

### Medalhistas
Estes foram os medalhistas desta edição:
| Alexis Anglade Chloe Fox-Gitomer | Tatiana Nazlymov Kaitlyn Pak |

| Amy Tang Megan van Berkom Mackenzie Hodges | Paige MacEachern Noelle Harvey Sabrina Johnston |

| Sion James Gregg Glenn Mier Panoam Spencer Elliot Collin Holloway Jordan Wood | Kolby King Marvin Williams III Asher Woods Percy Daniels Kevin Cross Jr Jaylen Forbes |

| Gabrielle Filzen Jaclynn Fowler | Sophia McAfee Sophia Verzyl |

| Alex Lee | Adalis Munoz |

| Kimberly Hance | Elise Wagle |

| Rachel Sung | Amy Wang |

| Mary Tucker | Gavin Barnick |

### Por modalidade
Estas foram as medalhas por modalidade nesta edição:
| Esporte            | Medalha de ouro | Medalha de prata | Medalha de bronze | Total de medalhas |
| ------------------ | --------------- | ---------------- | ----------------- | ----------------- |
| Natação            | 1               | 3                | 3                 | 7                 |
| Tiro               | 0               | 2                | 1                 | 3                 |
| Esgrima            | 0               | 1                | 1                 | 2                 |
| Atletismo          | 0               | 1                | 0                 | 1                 |
| Tiro com arco      | 0               | 1                | 0                 | 1                 |
| Wushu              | 0               | 1                | 0                 | 1                 |
| Saltos ornamentais | 0               | 0                | 4                 | 4                 |
| Basquetebol        | 0               | 0                | 1                 | 1                 |
| Taekwondo          | 0               | 0                | 1                 | 1                 |
| Tênis              | 0               | 0                | 1                 | 1                 |
| Tênis de mesa      | 0               | 0                | 1                 | 1                 |
| Total              | 1               | 9                | 13                | 23                |